# José Manuel Estepa Llaurens
José Manuel Estepa Llaurens (Andújar, Jaén, 1 de enero de 1926-Madrid, 21 de julio de 2019) fue un cardenal español, arzobispo castrense (1983-2003).

## Biografía
Cursó estudios de filosofía en la Universidad Pontificia de Salamanca y de teología en la Pontificia Universidad Gregoriana de Roma..

### Sacerdote
Fue ordenado sacerdote el 27 de junio de 1954 en Madrid por el entonces patriarca-obispo Leopoldo Eijo y Garay. Se diplomó en Pastoral Catequética por el Instituto Católico de París (1956). Fue elegido en 1971 consultor de la Congregación para el Clero.

### Obispo y arzobispo
Fue nombrado obispo auxiliar de Madrid, siendo consagrado el 15 de octubre de 1972 por el cardenal Vicente Enrique y Tarancón, asignándosele la sede titular de Tisili. Ejerció durante once años como rector del Seminario Conciliar de Madrid, encargado de la pastoral universitaria, vicario general para el Sur (actual diócesis de Getafe) y del corredor de Guadalajara (actual diócesis de Alcalá de Henares). Fue secretario del IV Sínodo de los Obispos (Roma, 1977). En 1978 pasó a ser miembro de la Congregación para el Clero.  
El 30 de julio de 1983 fue nombrado por bula pontificia vicario general castrense y arzobispo titular de Velebusdus. Miembro del Consejo de Obispos Castrenses, organismo de la Congregación para los Obispos, desde 1984 hasta 1997.  
En 1986 cambió el régimen jurídico de los vicariatos castrenses, pasando a ser el primer arzobispo castrense de España. Desde este cargo, fue especialmente crítico con los atentados a guardias civiles y militares, así como con la labor pastoral del clero vasco y el silencio del clero español ante este asunto.En 1989 fue trasladado a la sede titular de Itálica, renunciando a ella en 1998. 
Fue miembro de la comisión de seis obispos que redactó el Catecismo de la Iglesia católica siendo el responsable de la versión y de la edición de este catecismo en lengua española. Fue redactor principal del directorio general de la Santa Sede para la catequesis y encargado por la misma de la versión y edición española del Compendio del Catecismo de la Iglesia católica. Nombrado padre sinodal por designación directa del papa en el Sínodo de Obispos para Europa (1991). Elegido miembro, por segunda vez, del Consejo de Obispos Castrenses en 2003 para un quinquenio. 
El 30 de octubre de 2003 fue aceptada su renuncia por motivos de edad, siendo sucedido por Francisco Pérez González. Pasó a asistir religiosamente a los militares veteranos como consiliario de la Real Hermandad de Veteranos de las Fuerzas Armadas y de la Guardia Civil. Asimismo, fue hasta el año 2013, Gran Prior de la Lugartenencia de Orden del Santo Sepulcro de Jerusalén para España Occidental.
Toda su biblioteca personal fue donada a la Facultad de Teología de San Dámaso en 2010.

### Cardenal
El papa Benedicto XVI lo elevó a la dignidad cardenalicia durante el consistorio del 20 de noviembre de 2010, junto con otros veinticuatro cardenales, de las cuales, cuatro (junto con él) serían no electores al superar la edad de ochenta años. Se le asignó el titulus de cardenal presbítero de San Gabriel Arcángel en Acqua Traversa.

### Cargos en la Conferencia Episcopal Española
Fue miembro de la Comisión Episcopal para la Doctrina de la Fe en los periodos (1975-1981; 1993-1996 y 2002-2005), de la Comisión Episcopal de Medios de Comunicación Social (1981-1987) y de la Comisión Episcopal para la Vida Consagrada (1975-1978).
Estuvo vinculado especialmente al tema de la enseñanza y la catequesis siendo presidente de la Subcomisión Episcopal de Catequesis (1981-1998). Fue miembro de la Comisión Episcopal de Enseñanza y Catequesis (1975-1981), pasando a ser vicepresidente (1981-2002) y desde ese año hasta su muerte permaneció como miembro.

### Misa exequial
El obispo castrense, Juan del Río Martín presidió la misa exequial en la catedral castrense, el 23 de julio. Además de los cardenales Ricardo Blázquez, Carlos Osoro, Juan José Omella, Carlos Amigo, Aquilino Bocos Merino, Luis Martínez Sistach y Antonio María Rouco Varela, asistió el rey Felipe VI y los jefes de los tres ejércitos. Se recordó su papel al frente del obispado castrense y como capellán de la Casa Real. Fue sepultado en la propia catedral castrense.